# Dębionek
Dębionek is een plaats in het Poolse district  Nakielski, woiwodschap Koejavië-Pommeren. De plaats maakt deel uit van de gemeente Sadki en telt 655 inwoners.